# بخش ماهورمیلاتی
بخش ماهورمیلاتی یکی از بخش‌های شهرستان ممسنی و کوچک‌ترین بخش استان فارس می‌باشد.

## مردم
اکثریت مردم این بخش از قوم لر هستند. هچنین اقلیتی از مردم کوچ روی قشقایی هم در اینجا ساکن هستند. مردم بخش ماهور میلاتی از دو ایل ممسنی (طایفه دشمن زیاری، بکش، غوری) و قشقایی می‌باشند، و به دو زبان لری و ترکی صحبت می‌کنند.

## تقسیمات کشوری
- بخش ماهورمیلاتی
  - دهستان ماهور
  - دهستان میشان

شهر: بابامنیر

## جمعیت
بنابر سرشماری مرکز آمار ایران، جمعیت بخش ماهور میلاتی شهرستان ممسنی در سال ۱۳۹۵ برابر با ۵٬۲۹۷ نفر بوده است.